# José de Laysequilla y Aguilar
José de Laysequilla y Aguilar (Madrid, 17 de marzo de 1677 - Madrid, 18 de septiembre de 1755) fue un funcionario español.

## Biografía
Fue oidor en las Audiencias de Santo Domingo, Quito y Santa Fe. El rey le nombró miembro de su Consejo de Indias y Caballero de la Orden de Santiago en 1728.
Hijo de Santiago de Laysequilla y Palacio y de Antonia Aguilar y Tovar.
Casado con María Ana Pérez-Dardón y Cambero, tuvo, entre otras, dos hijas casadas con importantes miembros de la nobleza:
- María Manuela de Laysequilla, casada con Manuel Antonio de Horcasitas y Horcasitas, II marqués de la Vera.
- Micaela de Laysequilla, casada con Alonso Muñiz y Manjón, marqués del Campo de Villar, con descendencia.